# Час дракона
Час дракона (англ. The Hour of the Dragon также выходил под названием Conan the Conqueror) — роман американского писателя Роберта Ирвина Говарда, написанный в жанре фэнтези, главным героем которого является варвар Конан из Киммерии. Роман является одним из последних произведений о Конане, опубликованных после самоубийства автора (хотя и не последний из написанных).
«Час дракона» стал единственным полноразмерным романом Говарда о Конане и рассматривается многими как одна из его лучших работ. Сюжет романа частично основан на предыдущих рассказах цикла о Конане, рассказ «Алая цитадель» содержит похожую сюжетную линию.

## История публикаций
Первоначально роман был написан для британского издателя Денниса Арчера и был представлен ему в мае 1934. Арчер отказался от сборника работ Говарда, но согласился опубликовать роман. Однако издатель обанкротился до того как роман был опубликован. Роман был удержан официальным ликвидатором.
Роман впервые был опубликован в виде пяти серий в журнале Weird Tales с декабря 1935 по апрель 1936 (глава № 20 была ошибочно напечатана как глава № 21). В жёсткой обложке роман был опубликован издательством Gnome Press в 1950 под названием Conan the Conqueror. В мягкой обложке роман был опубликован в 1954 издательством Ace Books. Роман неоднократно переиздавался разными издательствами, в частности Lancer Books в 1967 и Berkley/Putnam в 1977.
Название Conan the Conqueror использовалось в более поздних изданиях до 1977 года, пока издательство Berkley/Putnam не опубликовало роман под оригинальным заголовком в 1977. Издательство Berkley также вернулось к оригинальному тексту (опубликованному в журнале Weird Tales) освободив его от правок, внесённых позднее. (По другим сведениям к первоначальному тексту и заголовку вернулся издатель Карл Вагнер). Более поздние издания в общем соответствовали изданию Berkley и сохраняли первоначальный заголовок.
Издатель Donald M. Grant, Publisher, Inc. опубликовал роман в 1989 с иллюстрациями Эзры Тикер как том XI серии о Конане. Роман также публиковался сравнительно недавно в сборниках The Essential Conan (1998), Conan Chronicles Volume 2: The Hour of the Dragon (2001) и Conan of Cimmeria: Volume Two (1934) (Del Rey, 2005). Роман был переведён на испанский, итальянский, немецкий, русский, сингальский, финский, французский, чешский, шведский и японский языки.
В книжном издании Gnome Press роман опубликован под одной обложкой с циклом рассказов «Король Конан». В издании в мягкой обложке Lancer/Ace роман опубликован вместе с циклом рассказов Conan the Usurper. В обоих изданиях роман «Час дракона» идёт перед романом «Мститель» Бьорна Ниборга и Спрэга де Кампа.

## Описание сюжета
Кучка заговорщиков-аристократов: Тараск, Амальрик, Валерий и маг Ораст с помощью магического кристалла "Сердце Аримана" воскрешает волшебника Ксальтотуна, правителя могучего государства Ахерон, сгинувшего три тысячи лет назад. Ксальтотун насылает мор на Немедию, после смерти короля и его сыновей на трон восходит родственник короля Тараск. Он начинает войну с Аквилонией. Войска стягиваются к реке Валькия. Перед битвой Ксальтотун засылает в шатёр Конана, короля Аквилонии, звёздного странника, который замораживает руку царственного киммерийца. Конан приказывает одному из своих офицеров надеть свои доспехи и взять команду над войском. Однако офицер, одурманенный чарами Ксальтотуна, забывает приказ Конана удерживать берег и ведёт войско через расселину, стены которой обрушиваются. Увидев гибель короля, аквилонское войско в панике разбегается. Ксальтотун захватывает Конана, отвозит в столицу Немедии Бельверус и предлагает ему стать своим вассалом, но киммериец отказывается. Тараск решает покончить с Конаном, но его тайком освобождает невольница Зенобия. Пробираясь через дворец, Конан слышит как Тараск приказывает своему слуге бросить Сердце Аримана в море.
На трон Аквилонии восходит Валерий, родственник свергнутого Конаном короля Нумедидеса. Конан убеждается в том, что ему следует завладеть Сердцем Аримана чтобы победить Ксальтотуна. Он пробирается в Тарантию, столицу Аквилонии, чтобы спасти от смерти одну из своих приближённых, принцессу Альбиону. Ему приходят на помощь жрецы Асуры. Конан достигает Пойнтайна, не подчинившегося Валерию, и идёт по следу Сердца Аримана, который приводит его в подземелья Стигии. Ему удаётся завладеть кристаллом, собрать войско и разбить немедийцев в битве при реке Ширке. Ксальтотун снова лишён жизни при помощи того же Сердца Аримана, Амальрик гибнет в бою, Валерия ещё раньше убивают обездоленные им аквилонцы. Конан берёт в плен Тараска, его выкупом становится Зенобия.

## Критическое восприятие
Грофф Конклин в обзоре Gnome Press написал, что роман «честно заслуживает» названия творческой работы, но охарактеризовал стиль Говарда как «только средний [по уровню] и обременённый напыщенностью». Лион Спрэг де Камп признал, что Говард был «почти очень хорошим писателем …с небольшими причудами» и отозвался о романе как о «кровавом сочетании колдовства, надувательства и фехтования».

## Адаптации
В 1974 Рой Томас, Джил Кейн и Джон Бускема по мотивам романа опубликовали комикс, вошедший в состав № 1-4 журнала Giant-Size Conan #1-4 и № 8, 10 журнала Savage Sword of Conan. Основная часть рассказа в номере 1 журнала Giant-Size Conan представляла собой 25-страничную главу романа. Согласно замыслу роман должен быть преобразован в сценарий для шести номеров, но номер 4 Giant-Size Conan был последним номером, опубликованным в цвете. Номера 8 и 10 чёрно-белого журнала Savage Sword of Conan завершили роман.
Было выпущено множество аудиокниг, рассказчиком одной (часть SF Audio’s Second Book Challenge) выступил Морган Салетта (2009—2010), другой Марк Нельсон (LibriVox, 2013).
Фильм «Кулл-завоеватель» снят по мотивам романа, однако персонаж Конана заменён на Кулла, сохранена основная часть сюжета о короле-варваре, свергнутом с трона колдовством воскресшего колдуна.